# Ge Shuiping
En una onomàstica xinesa Ge es el cognom i Shuiping el prenom.
Ge Shuiping (xinès simplificat: 葛水平) (Qinshui 1965). Actriu, poeta, dramaturga, assagista i escriptora xinesa. Guanyadora del Premi Lu Xun de Literatura del període 2004-2006, per la seva novel·la " 喊山" traduïda a l'anglès com Call the Mountain  , Mountain City o Mountain Cry.

## Biografia
Ge Shuiping va néixer l'any 1966 a Qinshui, província de Shanxi (Xina). Quan només tenia deu anys, el 1976, va entrar a la Companyia Teatral del districte de Changzhi (长治), no gaire lluny de Qinshui, i més tard va ingressar a l'escola de teatre del sud-est de Shanxi a Jincheng. Te un títol universitari de l'Escola Central del Partit Comunista Xinès.

#### Vinculació amb Shanxi
La seva vida personal i professional han estat marcades des del principi per les seves arrels en la cultura local de la seva regió natal (Shanxi), i la formació que va rebre en el grup de teatre local. Tot plegat ha impregnat una part important dels seus escrits. A nivell acadèmic ha ocupar diversos càrrecs com Presidenta de la Federació de Cercles Literaris i Artístics de Shanxi, vicepresidenta de l'Associació d'Escriptors de Shanxi i professora de l'Escola d'Arts Liberals de la Universitat de Shanxi.
En un altre àmbit, el setembre de 2022 va participar en el "Tercer Fòrum sobre la Civilització i el Turisme dels Grans Rius - Diàleg del riu Groc amb el Turisme Mundial " celebrat a Shanxi.

#### Trajectòria artística i literària
Quan encara era estudiant, va ser enviada a Changchun com a periodista de la companyia teatral i va publicar quatre articles, a la revista de cinema "大众电影" (Popular Cinema) . Al final dels seus estudis, va començar a treballar al Teatre Shangdang de Jincheng, companyia especialitzada en l'òpera Shangdang Bangzi. Després va ser transferida a l'Oficina d'Investigació del Teatre de Changzhi. D' alguna forma la música i l'òpera són, elements fonamentals del seu univers, que nodreixen la seva creació literària, poesia i prosa, assaig i contes. Durant aquest període, a principis dels anys noranta, va publicar els dos primers reculls de poemes: "La bellesa, el peix i el mar" (美人鱼与海) i "Una noia com l'aigua" (女儿如水), així com un col·lecció d'assaigs.
Durant més de deu anys després, durant la dècada de 1990, va continuar escrivint amb un cert impacte en la part meridional de Shanxi. Escriu editorials a "The Daily Shanxi" (山西日报) i a la revista "Riu Groc" (黄河). Reflectint la cultura i la vida locals, els seus articles són de dos tipus: alguns dedicats a la vida familiar, la vitalitat i la calidesa dels vincles familiars, d'altres a la història i la cultura locals.
Va ser l'any 2003, a instigació d'una amiga, que va reprendre l'escriptura de contes i el 2004 va guanyar el Premi Lu Xun. La dècada del 2010 marca un punt d'inflexió i maduració de la seva obra amb la transició del conte a la novel·la, com ara "裸地" (Barre Earth) publicada el 2011.
Paral·lelament, porta a terme investigacions sociohistòriques amb un esperit de preservació cultural i ambiental, com el seu treball “Els dos cursos del riu Qin” (河水带走两岸), publicat al març. 2013- El llibre és el resultat d'un llarg treball de camp iniciat l'octubre de 2011, partint de la font del riu, el segon en importància local, després del riu Fen, i explorant la història, els costums populars i les tradicions locals que desapareixen.
En una entrevista del 2020 va manifestar : "La meva escriptura està inspirada en esdeveniments i emocions. Sembla que rarament tinc en compte els lectors quan escric només considero els personatges del meu escrit. Són els meus esforços per estendre la meva vida al passat."

#### Adaptació al cinema
La seva novel·la 喊山 (Mountain Cry) va ser adaptada al cinema pel director Larry Yang (杨子).
Rodada en un poble remot, la història comença amb la mort sobtada del pare i marit d’una família que és nova a la comunitat. Aquest poble es caracteritza per la seva manera tradicional de teixir. Com a conseqüència d’aquest tràgic accident, els habitants del poble procedeixen a visitar i consolar a la viuda, una dona misteriosa que té una història per explicar. Tot i ser muda, té el poder per explicar-la sense paraules.
Va ser presentada al Festival Internacional de Cinema de Busan del 2015 i a la Secció Oficial NETPAC del Asian Film Festival Barcelona 2017.

## Premis
| Any  | Obra             | Premi                                                     |
| ---- | ---------------- | --------------------------------------------------------- |
| 2004 | 喊山             | Premi Lu Xun de Literatura                                |
| 2019 | 空山草马         | 7è Premi Literari Huacheng de narrativa curta i novel·la. |
| 2019 | 彼岸风景此岸念   | Premi de Prosa del 1er Premi Literari Seagull             |
| 2023 | 在重庆南岸逛书店 | Chongqing Daily Literature Award                          |